# Challenger de Roanne 2021
El torneo Open International de Tennis de Roanne 2021 fue un torneo de tenis perteneció al ATP Challenger Tour 2021 en la categoría Challenger 100. Se trató de la 1.ª edición, el torneo tuvo lugar en la ciudad de Roanne (Francia), desde el 8 hasta el 14 de noviembre de 2021 sobre pista dura bajo techo.

## Jugadores participantes del cuadro de individuales
| Favorito | País                       | Jugador         | Rank1 | Posición en el torneo |
| -------- | -------------------------- | --------------- | ----- | --------------------- |
| 1        | Bandera de Francia         | Benoît Paire    | 47    | Primera ronda         |
| 2        | Bandera de Francia         | Richard Gasquet | 74    | Segunda ronda         |
| 3        | Bandera de República Checa | Jiří Veselý     | 86    | Primera ronda, retiro |
| 4        | Bandera de Suecia          | Mikael Ymer     | 97    | Segunda ronda         |
| 5        | Bandera de Suiza           | Henri Laaksonen | 98    | Primera ronda         |
| 6        | Bandera de Austria         | Dennis Novak    | 107   | Baja                  |
| 7        | Bandera de Moldavia        | Radu Albot      | 127   | Cuartos de final      |
| 8        | Bandera de Francia         | Antoine Hoang   | 168   | Primera ronda         |
| 9        | Bandera de Francia         | Hugo Grenier    | 183   | CAMPEÓN               |

- 1 Se ha tomado en cuenta el ranking del 1 de noviembre de 2021.

### Otros participantes
Los siguientes jugadores recibieron una invitación (wild card), por lo tanto ingresan directamente al cuadro principal (WC):
- Arthur Cazaux
- Giovanni Mpetshi Perricard
- Benoît Paire

Los siguientes jugadores ingresan al cuadro principal tras disputar el cuadro clasificatorio (Q):
- Gabriel Debru
- Calvin Hemery
- Georgii Kravchenko
- Alexey Vatutin

## Campeones

### Individual Masculino
- Hugo Grenier derrotó en la final a  Hiroki Moriya, 6–2, 6–3

### Dobles Masculino
- Lloyd Glasspool /  Harri Heliövaara derrotaron en la final a  Romain Arneodo /  Albano Olivetti, 7–6(5), 6–7(5), [12–10]